# Hôtel Capri
L'hôtel NH Capri La Habana est un hôtel historique situé à El Vedado, à La Havane, à Cuba.

## Histoire

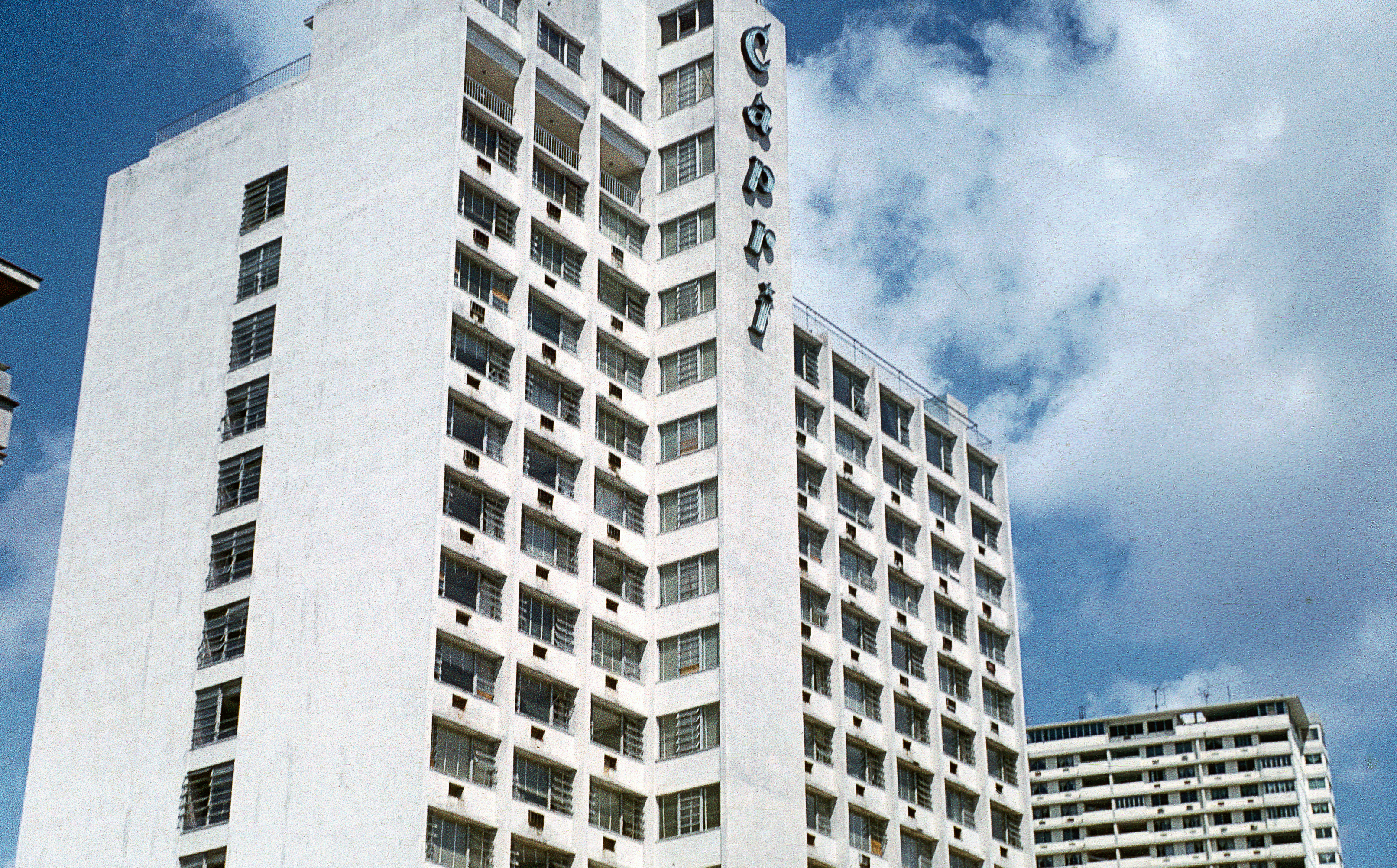
L'hôtel en 1973.

En 1955, le président cubain Fulgencio Batista adopte le projet de loi sur les hôtels, qui offre des allègements fiscaux, des prêts gouvernementaux et des licences de casino à tous ceux qui souhaitent construire à La Havane des hôtels d'un coût supérieur à 1 million de dollars ou des boîtes de nuit d'un coût de 200 000 dollars. Cette loi a attiré Meyer Lansky et ses associés mafieux qui ont décidé de profiter de ces privilèges.
L'hôtel Capri a été l'un des premiers à être construit en vertu de cette loi. Situé à deux pâtés de maisons de l'hôtel Nacional, il a ouvert ses portes en novembre 1957. Avec ses 250 chambres, ce bâtiment de 19 étages était l'un des plus grands hôtels-casinos de La Havane à l'époque de son apogée. Il disposait d'une piscine sur son toit-terrasse.
Propriété du gangster Santo Trafficante Jr. de Tampa, en Floride, l'hôtel-casino était exploité par Nicholas Di Costanzo, le racketteur Charles Turin (dit « Charlie The Blade ») et Santino Masselli (dit « Sonny the Butcher ») du Bronx, à New York. Après l'ouverture de l'hôtel, l'acteur George Raft est engagé pour représenter l'établissement en public lors de ses séjours à Cuba. On pense également qu'il avait ses propres intérêts dans l'établissement.
L'hôtel a été conçu par l'architecte José Canaves. L'hôtel, ainsi que le célèbre casino, a ensuite été loué à l'hôtelier américain "Skip" Shepherd. L'hôtel Capri a été nationalisé par le gouvernement cubain en octobre 1960 et le casino a été fermé.
L'hôtel a été connu sous le nom d'Hôtel Horizontes Capri dans les années 1990 jusqu'à sa fermeture en 2003. Il a rouvert en janvier 2014 après une rénovation majeure sous la direction de la chaîne espagnole NH Hoteles en tant qu'Hôtel NH Capri La Habana.L'hôtel a été connu sous le nom d'Hôtel Horizontes Capri dans les années 1990 jusqu'à sa fermeture en 2003. Il a rouvert en janvier 2014 après une rénovation majeure sous la direction de la chaîne espagnole NH Hoteles en tant qu'Hôtel NH Capri La Habana.

### Au cinéma
- La piscine sur le toit de l'hôtel apparaît dans la première scène du film de Mikhaïl Kalatozov Soy Cuba (1964).
- L'entrée principale et la place adjacente sont visibles dans le deuxième épisode de la mini-série d'espionnage soviétique TASS est autorisé à déclarer….
- Dans le film Le Parrain 2, Fredo Corleone apporte une valise contenant 2 millions de dollars à son frère Michael à l'hôtel Capri. La scène a été filmée en République dominicaine, l'hôtel El Embajador y représente l'hôtel Capri de La Havane.